# Tổng hội Sinh viên Việt Nam tại Paris

Huy hiệu Tổng hội Sinh viên Việt Nam tại Paris

Tổng hội Sinh viên Việt Nam tại Paris (tiếng Pháp: L'Association Générale des Etudiants Vietnamiens de Paris), viết tắt là THSVVNP hoặc AGEVP, là một tổ chức sinh viên quy tụ những Hội Sinh viên tại các trường Đại học tại Paris, Pháp và vùng lân cận. Được thành lập từ năm 1964, Tổng hội được xem là tổ chức lâu đời nhất của người Việt ở nước ngoài và còn liên tục hoạt động đến nay. Tổ chức này cũng là một cơ cấu xã hội lớn trong cộng đồng người Pháp gốc Việt.

## Hoạt động
Tổng hội Sinh viên Việt Nam tại Paris có thể xem là kế thừa từ Tổng hội Sinh viên Việt Nam tại Pháp, thành lập từ thập niên 1960 nhưng sau này tổ chức này suy yếu và tan rã, và từ đó THSVVN Paris ra đời. Lúc đầu, những hoạt động của THSVVNP mang đậm tính chất ái hữu nhưng theo thời gian, các hoạt động được tăng cường và biến đổi dần. Những thành viên của Hội cũng không chỉ giới hạn trong giới sinh viên học sinh mà bao gồm nhiều lớp tuổi và nhiều thành phần xã hội khác nhau. Ngày nay, THSVVNP có thể được coi như một tổ chức đa diện hàng đầu của cộng đồng người Việt trong vùng Paris và lân cận. Ba mục tiêu của Hội là 
1. Tranh đấu cho Tự do
2. Bảo tồn văn hóa
3. Xây dựng tương lai. Lưu trữ ngày 7 tháng 12 năm 2011 tại Wayback Machine

Ngoài những hoạt động thường xuyên được tổ chức như các hội thảo chuyên đề, giải thể thao, hội Tết, THSVVNP còn chú trọng những mặt sau đây:
- Âm nhạc: Thành lập Văn đoàn Lam Sơn phổ biến các ca khúc do nhóm tự sáng tác và phát hành băng nhạc.
- Báo chí - thông tin: Phát hành Tờ Thông tin Sinh viên và báo Nhân Bản (ISSN 0153 - 3762).

### Hoạt động định kỳ hiện nay
- Sinh hoạt thể thao hàng tuần: Bóng bàn, bóng chuyền, bóng đá, vũ cầu, quần vợt.
- Giải Bóng tròn và các giải thể thao hàng năm.
- Hội Tết mỗi năm thu hút gần 1000 khán giả và hàng trăm người đóng góp thiện nguyện
- Hội Tết Trung thu đến năm 2012. Năm 2024, Tết Trung Thu được tổ chức trở lại.
- Tham gia Lễ hội âm nhạc (Fête de la Musique) hàng năm cho đến đầu năm 2000. Đến năm 2023, sinh hoạt này cũng được tổ chức trở lại.
- Họp mặt, hội thảo...

Trụ sở hoạt động: 132 Avenue d'Italie - 75013 PARIS (quận 13, Paris)
Nhiệm kỳ Ban Chấp hành là 2 năm.
Các Chủ Tịch Ban Chấp Hành từ khi thành lập:
1964-1965 : Nguyễn Trọng Huân[1]
1965-1966 : Nguyễn Gia Kiểng
1966-1967 : Lê Văn Đằng
1967-1968 : Huỳnh Hùng[2]
1968-1969 : Nguyễn Xuân Nghĩa
1969-1970 : Bùi Ngọc Vũ[3]
1970-1971 : Nguyễn Ngọc Danh & Phạm Tất Đạt[4]
1971-1972 : Đỗ Ngọc Bách
1972-1973 : Trần Văn Bá
1973-1974 : Nguyễn Phương Lam[5]
1974-1975 : Lê Tất Tố[6]
1975-1976 : Trần Văn Bá
1976-1977 : Trần Văn Bá
1977-1978 : Lê Tất Tố[7]
1978-1979 : Trần Văn Bá[8]
1979-1980 : Trần Văn Bá
1980-1981 : Lâm Hoài Hiếu[9]
1981-1982 : Lâm Hoài Hiếu
1982-1983 : Nguyễn Ngọc Bảo
1983-1984 : Nguyễn Ngọc Bảo
1984-1985 : Nguyễn Ngọc Bảo
1985-1986 : Nguyễn Hoài Thanh[10]
1986-1987 : Nguyễn Hoài Thanh[11]
1987-1989 : Vũ Quốc Thao[12]
1989-1991 : Vũ Quốc Thao
1991-1993 : Nguyễn Đình Hoàng
1993-1995 : Vũ Đăng Sơn
1995-1997 : Nguyễn Đình Hoàng
1997-1999 : Nguyễn Gia Hiển
1999-2001 : Lê Như Quốc Khánh
2001-2003 : Đào Trọng Nam Phong
2003-2005 : Phạm Minh Quang Nguyên
2005-2006 : Phạm Minh Quang Nguyên[13]
2006-2008 : Trần Ngọc Giáp
2008-2010 : Nguyễn Ngọc Bách
2010-2012 : Đặng Quốc Nam
2012-2014 : Đặng Quốc Nam
2014-2016 : Nguyễn Hào
2016-2018 : Nguyễn Hào
2018-2020 : Nguyễn Quang Trung
2020-2022 : Nguyễn Quang Trung
2022-2024 : Phạm Nam Anh
2024-2026 : Phạm Nam Anh
[1] Từ chức vào tháng 4/1965. Năm đầu tiên, Nguyễn Trọng Huân được bầu làm chủ tịch, Đặng Thị Tám làm tổng thư ký, Phạm Trọng Cầu trưởng ban văn nghệ. 30/04/1975, NT Huân tổ chức vượt biên cho mình và một số đồng nghiệp. Không thành, ông tự tử.
[2] Bị lâm bệnh nên TTK Nguyễn Kim Cương kiêm quyền Chủ Tịch một thời gian khá dài
[3] Khi BN Vũ đi Canada học thì được 2 Phó CT là Phạm Tất Đạt và Nguyễn Ngọc Danh thay thế
[4] Đồng chủ tịch để xử lý thường vụ vì không có ai lập BCH thay thế CT trước đi Canada học
[5] Từ chức trước khi mãn nhiệm vì phải xuất ngoại, Lê Tất Tố xử lý thường vụ
[6] Bầu ngày 9/03/1975
[7] Bầu ngày 20/03/1977
[8] Bầu ngày 14/05/1978
[9] Bầu ngày 28/06/1981
[10] Bầu ngày 7/07/1985
[11] Bầu ngày 6/07/1986
[12] Từ 1987, các nhiệm kỳ tăng từ 1 năm lên 2 năm
[13] Xử lý thường vụ từ 20/10/2005 đến 2/06/2006 vì không ai thay thế

## Lịch sử và quá trình
Những hoạt động nổi bật: 
- Thành lập năm 1964, quy chế được chính thức hóa ngày 30 tháng 11 năm 1964 nhưng đến cuối năm 1965, THSVVNP mới có được một nhóm điều hành vững chắc. Chủ tịch đầu tiên là ông Nguyễn Trọng Huân (đã qua đời)
- 1973: Trại hè Nối vòng tay lớn, đưa sinh viên VN du học tại Pháp về nước sinh hoạt và kết nghĩa với thanh niên sinh viên trong nước.
- 1976: Đêm Hội Tết Bính Thìn 30.01.1976: Ta còn sống đây!
- 1977: Thành lập và phát hành rộng rãi báo Nhân Bản để thay thế tờ Thông tin Sinh viên trước đó chỉ phổ biến giới hạn trong nội bộ. Nhân Bản không chỉ là một tờ báo sinh viên mà còn là báo biên khảo và thông tin sinh hoạt cộng đồng.
- 1979: Thành lập Văn đoàn Lam Sơn, phổ biến các ca khúc do nhóm tự sáng tác, nổi tiếng có các ca khúc Ai trở về xứ Việt và Thằng bé tát dầu, phát hành các băng nhạc Lam Sơn và Du ca 3.
- 1981: Cải tổ Đại hội Thể thao Việt Nam Âu Châu, một sinh hoạt hàng năm và quy tụ các phái đoàn người Việt đến từ khắp Âu Châu. Thành lập Đoàn Thể thao AS Vietnam.
- 1985: Đêm Văn hóa VN tổ chức lần đầu tiên.
- 1997: Đại hội Nhạc Trẻ Việt Nam Âu Châu.
- 1999: Lần đầu tham gia Lễ Âm nhạc (Fête de la Musique), nhân kỷ niệm lần thứ 10 của sinh hoạt âm nhạc ngoài trời và được tổ chức hàng năm này của người Pháp. Từ đó, THSVVNP tham gia sinh hoạt này hàng năm.
- 2024: tổ chức kỷ niệm 60 năm thành lập. Một chuỗi sinh hoạt kỷ niệm được dự trù cho năm kỷ niệm này. Một trang đặc biệt được mở để thông tin về các sinh hoạt kỷ niệm cũng như để tường trình hành trình 60 năm của Tổng Hội : agevp60.com.

## Chính trị
Là một tổ chức sinh viên trước 1975, tổ chức đã trở thành một trong những tổ chức chống cộng trong cộng đồng người Pháp gốc Việt sau 1975. Như những tổ chức chống cộng khác, AGEVP tranh đua với Hội Người Việt Nam tại Pháp (tổ chức chính của các Việt kiều ủng hộ chính quyền Việt Nam) để giành sự ủng hộ của những người tị nạn từ Việt Nam đến Pháp sau 1975. Tổ chức hoạt động để nâng cao nhận thức của người Pháp về các điểm xấu của chính quyền Việt Nam, như biểu tình chống một chương trình truyền hình về Việt Nam mà họ cho là một chiều. Cũng vì lập trường chính trị của Hội mà tổ chức này đã từng bị chính phủ Pháp điều tra vì gây quỹ cho mục tiêu chính trị vì theo luật Pháp, các tổ chức bất vụ lợi không được gây quỹ cho mục tiêu chính trị. Giấy phép hoạt động của Tổng hội bị treo vài tháng trong lúc bị điều tra nhưng sau được hồi phục.